# Charles Gordon-Lennox (7. książę Richmond)
Charles Henry Gordon-Lennox (27 grudnia 1845 w Portland Place w Londynie - 18 stycznia 1928), brytyjski arystokrata i polityk, najstarszy syn Charlesa Gordon-Lennoxa, 6. księcia Richmond, Lennox i 1. księcia Gordon oraz Frances Greville, córki Algernona Greville'a.
Wykształcenie odebrał w Eton College w latach 1859–1863. Dwa lata później wstąpił do Grenadier Guards. Ze służby w wojsku zrezygnował w 1869 r. i poświęcił się karierze politycznej. W 1869 r. zasiadł w Izbie Gmin jako deputowany konserwatystów i reprezentant okręgu Sussex West. Ten okręg reprezentował do 1885 r., kiedy to wystartował w wyborach w okręgu Chichester. W Izbie Gmin zasiadał do 1889 r. Razem ze swoim młodszym bratem Algernonem brał udział w II wojnie burskiej.
Po śmierci ojca w 1903 r. odziedziczył jego tytuły księcia Richmond, Lennox i Gordon oraz zasiadł w Izbie Lordów. W tym samym roku został Lordem Namiestnikiem Banffshire i Elginshire. W 1904 r. został odznaczony Krzyżem Wielkim Królewskiego Wiktoriańskiego Orderu oraz został kawalerem Orderu Podwiązki.
10 listopada 1868 r. w Londynie, poślubił Amy Mary Ricardo (10 października 1848 - 23 sierpnia 1879), córkę Percy'ego Ricardo. Charles i Amy mieli razem trzech synów i dwie córki:
- Charles Henry Gordon-Lennox (30 grudnia 1870 - 7 maja 1935), 8. książę Richmond, 8. książę Lennox i 3. książę Gordon
- Evelyn Amy Gordon-Lennox (23 kwietnia 1872 - 17 lutego 1922), żona Johna Cotterella, 4. baroneta, miała dzieci
- Violet Mary Gordon-Lennox (15 stycznia 1874 - 19 listopada 1946), żona Henry'ego Brasseya, 1. barona Brassey, miała dzieci
- brygadier-generał Esme Charles Gordon-Lennox (10 lutego 1875 - 4 maja 1949), ożenił się z Hermione Fellowes i Rosamond Palmer, miał dzieci
- major Bernard Charles Gordon-Lennox (1 maja 1878 - 10 listopada 1914), ożenił się z Evelyn Loch, miał dzieci, zginął podczas I wojny światowej

3 lipca 1882 r. poślubił Isabel Sophie Craven (28 kwietnia 1863 - 20 listopada 1887), córkę Williama George'a Cravena i lady Mary Yorke, córki 4. hrabiego Hardwicke. Charles i Isabel mieli razem dwie córki:
- Muriel Beatrice Gordon-Lennox (1884–1968), żona majora Williama Beckwitha i komandora Lewisa Jonesa, miała dzieci z pierwszego małżeństwa
- Helen Magdalan Gordon-Lennox (13 grudnia 1886 - 13 czerwca 1965), żona Alana Percy'ego, 8. księcia Northumberland, miała dzieci

Książę zmarł w wieku 83 lat i został pochowany w katedrze w Chichester.